# Edmund Hockridge
Edmund Hockridge (9 de agosto de 1919 – 15 de marzo de 2009) fue un cantante y actor canadiense. 

## Biografía
Su verdadero nombre era Edmund James Arthur Hockridge, y nació en Vancouver, Canadá, criándose en una granja de la zona. Su madre era una pianista, y su padre y sus tíos paternos unos aficionados al canto. Cuando tenía 17 años, un club musical de Vancouver organizó una prueba con John Charles Thomas, estrella de la Metropolitan Opera House, que le estimuló a hacer la carrera musical. Durante la Segunda Guerra Mundial sirvió en ultramar con la Real Fuerza Aérea Canadiense, lo que motivó que Hockridge fuera "prestado" a la BBC, en una unidad que aportaba noticias y entretenimiento a las tropas destacadas en Europa, dándole la posibilidad de trabajar con la Glenn Miller Orchestra y la Banda Canadiense de la  Fuerza Expedicionaria Aliada dirigida por Robert Farnon. Hockridge aprendió muchas de sus habilidades como artista radiofónico, cantando y produciendo 400 shows para el British Forces Broadcasting Service y, una vez acabada la guerra, actuó con grandes nombre de la música popular británica, como Gerald Bright (más conocido como Geraldo) y George Melachrino, entre otros. Mientras hacía el servicio en el Reino Unido, conoció a una componente del Women's Royal Naval Service, Eileen Elliott, que trabajaba en la oficina de Louis Mountbatten. Se casaron y tuvieron un hijo, aunque Hockridge no estaba seguro de su matrimonio, y a su vuelta a Canadá la relación se había quebrado.  
Tras finalizar la guerra, tuvo su propio show radiofónico en Toronto con la Canadian Broadcasting Corporation, en cuyas producciones de las obras de Gilbert y Sullivan interpretó diversos temas. También desarrolló una carrera musical en la ópera, haciendo primeros papeles en Don Giovanni, La Bohème y Peter Grimes. Su gran oportunidad llegó en 1950, cuando interpretó a Billy Bigelow en la pieza de Richard Rodgers y Oscar Hammerstein II Carousel, en el Teatro Drury Lane de Londres. Esto marcó el inicio de una trayectoria de 40 años en el mundo del espectáculo en el Reino Unido. Además, Carousel iba a cambiar su vida personal. En el reparto figuraba una bailarina de 19 años, Jackie Jefferson. La pareja mantuvo su relación en secreto, casándose finalmente al acceder al divorcio su primera mujer. Se mudaron a vivir a Peterborough (donde tenían como vecino a Ernie Wise) y formaron una familia. En 1951 volvió a la radio británica, a la vez que continuaba con sus actuaciones teatrales. Tras tres años y casi 1300 actuaciones, se unió al reparto americano de Guys and Dolls cuando el show llegó a Londres, interpretando a Sky Masterson. 
Posteriormente Hockridge hizo dos musicales más, Can-Can y Pajama Game, este último un éxito entre el público británico y la misma Familia Real Británica. Su sencillo "Hey There", también de gran éxito, le aseguró la fama. A siete años de musicales siguieron diferentes actuaciones en directo, conciertos, pantomimas, actuaciones para la Familia Real, temporadas en el London Palladium, shows de verano, trabajos televisivos para el Reino Unido, Canadá y Europa, y algunos espectáculos especiales, como el viaje inaugural del RMS Queen Elizabeth 2 a Nueva York y la representación de Canadá en el coro en la Coronación de Isabel II del Reino Unido. Los compromisos de cabaret le llevaron a trabajar en el Hotel Stanley de Nairobi, y en el Hotel Mandarin de Hong Kong.
En octubre de 1968 Hockridge actuó en el programa de la BBC "Morecambe & Wise Show. 
En 1986, con 67 años, patrocinó a la cantante de música rock Suzi Quatro en una producción londinense de la obra Annie Get Your Gun (su séptimo musical), y también actuó con Isla St Clair en una producción de The Sound of Music (1984).
Siguió trabajando en el teatro de manera regular, incluso junto a su familia, hasta su retiro.

## Grabaciones y fallecimiento
A su primera grabación, "Serenade" (1950) para Decca Records, siguieron tres trabajos en HMV Records, ninguno de los cuales alcanzó buenas ventas. Posteriormente, en 1953, se mudó a Parlophone, grabando temas de Guys and Dolls, Carousel, y Can-Can. En 1955 volvió a HMV, interpretando todavía canciones de los mismos musicales que le vieron como actor: en este caso, "Hey There" de The Pajama Game. Finalmente, en 1956 pasó a Pye Records, el sello con el que consiguió sus primeros éxitos. Su segunda grabación con Pye fue una versión del tema de Tennessee Ernie Ford "Sixteen Tons," con una versión de la canción de Dean Martin "Young and Foolish" en la otra cara. Esta última llegó al Top 10 de la UK Singles Chart. A esta grabación siguió una versión de "No Other Love," que también fue un éxito de la UK Chart. Su último éxito de ventas fue "By the Fountains of Rome" en septiembre de 1957.
Tras ello siguió grabando para Pye, aunque sin los resultados anteriores en ventas.
Edmund Hockridge falleció en 2009, a los 89 años de edad, en Peterborough, Inglaterra. Le sobrevivieron su esposa Jackie, sus hijos Murray y Stephen, un hijo adoptivo, Clifford, y Ian, su hijo nacido en su primer matrimonio.